# بورناك
بورناك هي قرية في مقاطعة بل دشت، إيران. يقدر عدد سكانها بـ 455 نسمة بحسب إحصاء 2016.